# La corona mágica
La corona mágica es una serie de animación española de 1989.

## Argumento
La historia tiene lugar en el imaginario Sistema del Doble Sol, formado por siete planetas y doce lunas. El planeta más cercano a los dos soles está deshabitado; el segundo desierto; el tercero, llamado Brigabor, está gobernado por el Rey Brigal y su hijo, el príncipe Zalk y sus habitantes habitan en paz. Rahman, el mayor mago del Reino, se encarga de custodiar la Corona Mágica, una misteriosa corona con increíbles poderes, que mantiene el equilibrio de las fuerzas en el Sistema del Doble Sol.
Los tres últimos planetas del sistema, los llamados Planetas Perdidos, están regidos por la malvada bruja Idún y su ejército, comandado por el visir Zohak. Idún tratará de conseguir la Corona Mágica para hacerse con el control de la galaxia pero Zalk y sus amigos tratarán de impedírselo.
Desde 2014 la serie completa puede visionarse de forma gratuita desde la página web de RTVE

## Personajes
- Príncipe Zalk: Hijo del rey Brigal y heredero del trono del planeta Brigabor, así como del Sistema del Doble Sol, es un joven aventurero y algo impetuoso. Aun así es valiente y leal para con sus amigos. Está siempre respaldado y protegido por Rahman.

- Rahman: Mago de la corte y consejero principal de la familia real, posee extraordinarios poderes y también es el guardián de la Corona Mágica, que custodia para que Idún y los brujos de los Planetas Perdidos no se hagan con ella. Es el único ser al que Idún teme.

- Shaila: Princesa del Planeta Desierto, que Zalk y los demás habitantes de Brigabor suponían desprovisto de vida. Arrojada, leal y con un alto sentido de la justicia,  si bien en ocasiones un poco cabezota. Aunque en principio su gente recela de ellos, ella confía en Zalk desde el principio y les ayuda en su misión de derrotar a Idún. Ella y Zalk no tardan en enamorarse.

- Hanstor: Travieso y algo despistado, es un chico que vive en la corte como aprendiz de Rahman. Tras encontrar el legendario Cristal Azul sus poderes se ven incrementados.

- Rey Brigal: Padre de Zalk, gobierna con benevolencia y justicia el Sistema del Doble Sol. Tras caer víctima de las trampas de Idún, es salvado por su hijo y sus amigos.

- Reina Idún: Gobernante de los Planetas Perdidos (Iduanor, Kotuanor y Kalahati) y del Planeta Negro, es también una bruja de gran poder y malicia. Tan ambiciosa y fría como cruel y despiadada, busca con ahínco hacerse con la Corona Mágica, que está en posesión del Rey Brigal, para aumentar sus poderes y derrotar al rey.

- Zohak: Visir de Idún y el segundo al mando. Ruin y miserable, corrupto y trapacero, egomaníaco y adulador, vago y cobarde, siempre trata de triunfar por su cuenta en su afán de poder. Permanece al lado de Idún por miedo, además de por interesarle para sus planes de conquista. Aspira a convertirse algún día en emperador del Sistema del Doble Sol.

- Capitán Argio: Rival de Zohak por el beneplácito de Idún. Jefe de los soldados de Iduanor, primero de los Planetas Perdidos, está siempre presto a ayudar a su reina en sus intenciones de someter a Brigabor.

### Otros personajes
- Sakyan: Princesa del antiguo pueblo gopul anterior a la llegada de Idún, permanecía hibernada en un palacio subterráneo en una de las lunas  del Planeta Negro. Es despertada de su letargo por Zalk y sus amigos, para los que se convierte en una poderosa aliada en su lucha contra Idún. Atrevida y con gran valor, las atenciones de Zalk hacia ella provocan más de una vez los celos de Shaila.

- Aklak: Príncipe del Planeta Desierto y hermano de Shaila. Ayudando a Zalk y sus amigos conoce a Sakyan, con quien acaba emparejado.

- Potok y Shais: Son las pequeñas mascotas de Zalk y Hanstor. Potok es un pequeño renacuajo aparentemente sin brazos (aunque a veces hace gala de ellos) mientras que Shais es una especie de ardilla de grandes ojos naranjas.

- Lir: Caballo mágico, creado por Rahman como regalo para el rey Brigal por su cumpleaños. Es totalmente de cristal y puede volar generando una burbuja alrededor suyo, con la que galopa por los cielos.

- Músak: Rechoncho, calvo con sienes blancas y voz taimada, es un poderoso y astuto mago que fue el antiguo gran visir de Idún. Ésta lo consideraba demasiado peligroso: lo apartó del poder y lo acabó mandando de  gobernador a la remota luna de Luhang. Nunca se lo perdonó: vengativo, traidor y desleal, primero trata de conseguir la Planta Mágica para él, luego se une a Boalkas y Atshanai y después termina ayudando a Aklak y Zalk contra Idún y los suyos.

- Sékim: Calvo, bruto y de piel verdosa, es fiel seguidor de Idún, siguiendo sus órdenes al pie de la letra. Se lleva mal con Zohak, que continuamente lo llama "cabeza cuadrada" por su enorme cabeza y su rígida manera de conducirse. Más adelante es nombrado gobernador del Planeta Desierto.

- Hiwaga: Alto, de piel lila y pelo a cepillo, es gobernador de Pangtak y trabaja para Idún y sus planes de dominar al Doble Sol. Conspiró con Músak y Shak por la captura de una planta con poderes mágicos de gran valor.

- Boalkas: De piel azul, calvo y con sienes y bigote negros, el alto Boalkas conspira con Músak y Atshanai para derrocar a Idún desde dentro. Virrey de Kalahati, es el más discreto de todos los súbditos de Idún.

- Atshanai: Ojeroso y con el pelo echado para atrás, es el virrey de Kotuanor y un seguidor de Idún, pero con sus propios intereses. Se alió con Boalkas y Músak pese a tener un profundo desprecio por estos dos.

- Sanapai: Alta como Boalkas, de pelo negro con sienes blancas. Una antigua oficial de Idún que, traicionera y ruin, cambió varias veces de bando en sus ansias de poder y finalmente se arrimó a Zohak para conseguir la Corona Mágica y ocupar el lugar de Idún. Tras fracasar en su primer intento, Zohak y Sanapai escapan juntos del penal de Kumot para tratar de hacerse con la Planta Mágica. Para sortear a Rahman y a los gopul, es transformada por Zohak en una doble de Shaila, resultando apresada por Idún y luego conducida por Boalkas y Atshanai (sin conocer estos su verdadera identidad) al Planeta Desierto; allí, una vez recobrada su apariencia, ofrece sus servicios a Sékim para atacar a los rebeldes. Aunque, bajo el control mental de Idún, consiguió encontrar la Corona Mágica, fracasó a la hora de derrotar a Zalk.

- Shak: De piel blanca y pelo rojo, ruda y jactanciosa, fue una comandante del ejército de Idún, aunque conspiraba contra ella (afirmando estar "de cualquier lado que esté contra Idún"; el porqué de su animadversión a la reina nunca se explica en la serie). Junto con Músak e Hiwaga trató sin éxito de hacerse con la Planta Mágica que estaba dentro de la Nave Blanca de Buksai (persiguiendo a la cual llegó Idún, años atrás, desde el Reino Tenebroso, una remota dimensión del espacio).

- Atuak: De piel cetrina y con un parche en el ojo izquierdo, fue sustituto de Zohak como visir por un tiempo, pero su ineptitud (ldún llega a decir de él que "es más tonto que Zohak") y aires de grandeza hicieron que el cargo le durara poco.

- Beik: Comandante de la flota de Idún, de piel verdosa y con un monóculo en el ojo izquierdo. Agresivo y belicoso, apresó a Zalk y Shaila tras atacar a la nave de la princesa, descubriendo al espiar sus conversaciones que el planeta supuestamente desierto estaba en realidad habitado. Por esta información, Idún lo nombró temporalmente virrey del planeta Iduanor.

- Chisek: Teniente de la flota de Idún y ayudante del comandante Beik. Es un pacifista que se escandaliza de los actos de agresión de su jefe y apela a unos supuestos "convenios internacionales" que, obviamente, el belicoso imperio de Idún nunca ha suscrito. Considerando la captura de Zalk y Shaila como un acto de piratería, aprovecha la ausencia temporal del comandante para ordenar la libertad de los prisioneros.

- Balark: Mascota de Idún. Es un gigantesco dragón alado de color lila que siempre ayuda a su ama. Odia a Zohak con todas sus fuerzas. Es el único ser por el que Idún parece sentir afecto.

- Los Gopul: Salvajes deformes del Planeta Negro, son torpes y descuidados. Pasan el tiempo cazando, peleando entre ellos o extrayendo diamantes de las minas para Idún, a quien sirven. Fueron antaño un pueblo  pacífico, noble y avanzado, que llevó la civilización a otros lugares del Sistema del Doble Sol. Sin embargo, degeneraron con el paso del tiempo, a causa de las radiaciones con que Idún y sus esbirros contaminaron su planeta. Supuestamente el Lago Luminoso los devolverá a su antigua forma algún día.

- Los Grandes Brujos: liderados por la vieja y misteriosa Kroin, son una especie de consejeros y a la vez líderes de los brujos. Idún les pide ayuda para derrotar a Zalk, pero al fracasar los tres nigromantes se toman la revancha capturando a Idún y a todos sus esbirros para llevarlos al Reino Tenebroso, de donde no volverán jamás.

## Doblaje
| Actor                  | Personaje         |
| ---------------------- | ----------------- |
| Narciso Ibáñez Menta   | Narrador          |
| Jaime Blanch           | Príncipe Zalk     |
| Carlos Mendy           | Rahman            |
| Vura Serra             | Hanstor           |
| Luisa María Armenteros | Princesa Shaila   |
| Marta Puig             | Reina Idún        |
| Luis Lorenzo           | Zohak             |
| Francisco Piquer       | Rey Brigal        |
| Carlos Marcet          | Capitán Argio     |
| Juan Pedro De Aguilar  | Músak             |
| Ismael Abellán         | Hiwaga Sékim      |
| Javier Horche          | Voces adicionales |

## Episodios
| # | Título                    |
| --- | ------------------------- |
| 1 | «El Cristal De Hanstor»   |
| Rahman, un poderoso mago de Brigabor, en el sistema planetario del Doble Sol, adiestra al pequeño Hanstor. |                           |
| 2 | «La Belleza De Idún»      |
| La malvada bruja Idún a través de su visir Zohak arrebata a Rahman el cristal azul. Gracias a este artefacto y unas fórmulas mágicas del mago Rahman intenta convertirse en una bella mujer. |                           |
| 3 | «La Pérdida De La Corona» |
| La desaparición del príncipe Zalk, causa desconcierto en Brigabor y enturbia los festejos en honor del cumpleaños del rey. Se teme que el príncipe haya sido secuestrado por la bruja Idún y se cierne la amenaza de un ataque del ejército de Los Planetas Perdidos.                                       |                           |
| 4 | «Apresados Por Idún»      |
| La bruja Idún se ha apoderado de la Corona Mágica obteniendo así el poder sobre Brigador. Además, planea una invasión del sistema del Doble Sol al completo. |                           |
| 5 | «El Planeta Negro»        |
| Tras escapar de Idún los protagonistas están agotados. Se dirigen al Planeta Negro. |                           |
| 6 | «La Ciudad Perdida»       |
| Los múltiples peligros del Planeta Negro, no hacen desistir a Rahman y sus amigos de acudir allí en busca de una planta mágica que supone su única posibilidad para hacer frente a Idún. |                           |
| 7 | «La Magia De Zohak»       |
| Tras lograr su objetivo en la Ciudad Perdida, Zohak y el capitán Argio vuelven a Iduanor pensando que se han librado de sus enemigos. |                           |
| 8 | «Llegada A La Caverna»    |
| Zohak ha frustrado los planes de venganza de Idún contra el príncipe Zalk. Esto le llevará a ser castigado por ella que le envía al "Planeta Negro". |                           |
| 9 | «En El Laberinto»         |
| Idún continúa invadiendo sin piedad los planetas del sistema del Doble Sol, mientras el mago Rahman busca la forma de escapar del laberinto de las Cavernas del Kainka en el que está cautivo. |                           |
| 10 | «Las Siete Puertas»       |
| Rahman, tras recuperar sus poderes mágicos, confía en poder encontrar la manera de combatir a Idún en el Lago Luminoso. |                           |
| 11 | «Lir»                     |
| Aún en las "Cavernas del Kainka", Rahman intentará descifrar la clave que le permita abrir "La Sala de las Siete Puertas". |                           |
| 12 | «La Captura De Hanstor»   |
| Rahman y sus amigos han logrado escapar de Zohak y se dirigen hacia "La Luna de las Tormentas". |                           |
| 13 | «El Lago Negro»           |
| Tras huir de "La Luna de las Tormentas", Rahman tendrá que hacer frente a Hiwaga, gobernador de Pangtak, que ha sido avisado por Idún para detenerle. |                           |
| 14 | «Los Gopul»               |
| Rahman y sus amigos harán una parada para descansar en la antigua ciudad abandonada Gopul, antes de proseguir en su búsqueda de la planta mágica. |                           |
| 15 | «El Sueño De Rahman»      |
| Zohak, que ha sido restituido en sus funciones de visir por Idún, intentará por todos los medios capturar a Rahman y sus amigos. |                           |
| 16 | «Balark»                  |
| Rahman y sus amigos han llegado a una de las reservas de diamantes de Idún, indispensables para el funcionamiento de las naves espaciales de la bruja. |                           |
| 17 | «El Lago Luminoso»        |
| Rahman y sus amigos llegan al "Lago Luminoso". |                           |
| 18 | «La Derrota De Rahman»    |
| Idún está furiosa por el fracaso de Zohak en su misión de detener a Rahman y sus amigos. |                           |
| 19 | «La Victoria De Idún»     |
| Rahman ha retrasado a Músak en su intento por obtener la planta mágica. Ahora el gobernador de Luhang intentará vencer a los poderosos brujos que ha enviado Idún. |                           |
| 20 | «La Nave Sumergida»       |
| Idún, que se siente victoriosa, tratará de destruir el Lago Luminoso. |                           |
| 21 | «La Ambición De Zohak»    |
| Zohak regresa a Iduanor por orden de Idún, dado que el "Planeta Negro" carece de importancia una vez que han sido eliminados los rebeldes. Zohak supone ahora su única amenaza, dado que es el único que conoce la existencia de la planta mágica en el "Lago Luminoso".                                    |                           |
| 22 | «Zalk Y La Planta Mágica» |
| El capitán Atuak, que ha sido nombrado nuevo visir de Idún tiene la misión de establecer contacto con Atshanai y Boalkas que están desaparecidos en el "Planeta Negro" |                           |
| 23 | «El Dragón De Fuego»      |
| Zalk ha encontrado la planta mágica con la cual tratará de hacer frente a Idún una vez que consiga salir de la Nave Blanca. Idún se dirige hacia el "Lago Luminoso". |                           |
| 24 | «En El Planeta De Shaila» |
| Zohak se dirige a Iduanor para negociar con Idún su perdón a cambio de la princesa Shaila, a quien ha tomado como rehén. |                           |
| 25 | «El Triunfo De Zalk»      |
| El ahora invencible príncipe Zalk ha caído en una trampa de Idún, quien ha transformado el "Planeta Iduanor" en una ilusión del planeta de Shaila. Mientras tanto, la flota de combate de Boalkas y Atshanai, que tienen presos a Hanstor y Sakyan, está siendo atacada en el verdadero "Planeta Desierto". |                           |
| 26 | «Regreso A Brigabor»      |
| Idún, lejos de aceptar su exilio del "sistema del Doble Sol", planea desde el reino de "Los Grandes Brujos" su venganza contra el príncipe Zalk. |                           |

## Objetos promocionales
A raíz del éxito de la serie fueron lanzados diversos productos relacionados con su contenido entre los que destacan:
- Juego de cartas coleccionables
- Cromos y pegatinas
- Un videojuego para ZX Spectrum, Amstrad CPC, MSX, Amstrad PCW, Atari ST, Commodore Amiga e IBM PC y compatibles realizado en 1990 por el grupo de programación catalán O.M.K., con música de Lords of the Sound y distribuido por Proein.[2][3][4]